# Рыбаков, Владимир Мечиславович
Влади́мир Мечисла́вович Рыбако́в (настоящая фамилия Сечински, 29 сентября 1947 — 20 августа 2018, Сен-Жан дю Гар (Saint-Jean du Gard)) — писатель русского зарубежья, редактор.

## Биография
Родился во Франции в городе Алес в семье коммунистов-интеллигентов. Отец — поляк, мать — русская.
В 1956 году вместе с родителями репатриировался в СССР. В 1964 году поступил на исторический факультет Черновицкого университета, в 1966 году исключён и призван в армию. Служил на советско-китайской границе. После демобилизации в 1969 году работал грузчиком, сварщиком, слесарем.
В 1972 году вместе с матерью вернулся во Францию. Работал в газете «Русская мысль», где печатались его статьи. Печатался также в журналах «Грани», «Континент», «Время и мы», «Эхо». 
В 1984 году переехал во Франкфурт-на-Майне, где работал в издательстве «Посев».
В 1989—1995 годах жил в Москве, был главным редактором газеты НТС «За Россию» и членом Исполнительного Бюро НТС, откуда был исключен без объяснения причин.
С 1996 года жил в Болгарии. Работал над книгой о развитии западной и восточной цивилизаций. Последние два года жизни жил во Франции.
Публиковался также под настоящей фамилией (в основном в варианте написания «Щетинский»).